# Tommy Carroll
Pour les articles homonymes, voir Carroll.
Thomas Leonard Carroll (28 novembre 1900 – 7 juin 1934) était un braqueur de banque américain et un hors-la-loi de l'époque de la Grande Dépression. Boxeur devenu criminel, il a commis de nombreux vols dans les années 1920 et 1930 et a été un membre du gang Dillinger,.

## Biographie

### Jeunesse et carrière criminelle
Ancien boxeur, Carroll a eu la mâchoire cassée sur le ring, lui donnant une "mâchoire en lanterne",. Il a servi dans l'armée pendant la Première Guerre mondiale. Il a été arrêté pour la première fois le 24 janvier 1920 et a purgé 60 jours dans la prison du comté de Douglas, dans le Nebraska, « pour enquête ». Le 24 octobre 1921, Carroll fut arrêté pour vol à Council Bluffs, dans l'Iowa et resta en prison pendant près de quatre mois avant sa condamnation le 7 février 1922. Condamné à cinq ans d'emprisonnement, il passa un an dans la maison de correction d'état d'Anamosa, avant d'être libéré sur parole en mars 1923.
Il a continué à avoir des démêlés avec la justice au cours des années suivantes, mais réussit à éviter une nouvelle peine de prison. Il fut accusé de vol à deux reprises, d'abord à Kansas City le 21 novembre 1924 et de nouveau à Saint-Louis le 11 août 1925, et les deux affaires furent abandonnées. L'année suivante, le 28 août 1926, il fut emprisonné à Saint-Louis pour vol de voiture, mais libéré sans procès. Il a ensuite été arrêté le 15 septembre par la police de Tulsa, dans l'Oklahoma, pour port d'arme dissimulée, mais les charges retenues contre lui ont été abandonnées. De retour dans le Missouri, il est arrêté à Saint Joseph pour braquage de banque le 29 septembre 1926 et détenu jusqu'à son procès et son acquittement le 11 janvier 1927.
Le 1er avril 1927, la chance de Carroll tourne lorsqu'il est reconnu coupable de vol à main armée dans le Missouri et condamné à cinq ans d'emprisonnement à la prison d'État de Jefferson City. Il est ensuite libéré sous condition, mais seulement pour une brève période puisqu'il est rapidement de nouveau arrêté, jugé et condamné en vertu de la récente loi Dyer, qui faisait du transport de voitures volées à travers les frontières des États un crime fédéral. Il a ensuite passé 21 mois dans la prison de Leavenworth jusqu'à sa libération conditionnelle en octobre 1931.
Carroll a disparu pendant un an et demi avant d'être arrêté à St. Paul, dans le Minnesota le 17 mai 1933, pour possession de matériel de cambriolage. Carroll a pu négocier sa libération et les charges retenues contre lui ont été abandonnées. C'est après cette expérience que Carroll a décidé de passer à des délits plus importants, auprès d'une équipe compétente.

### Carroll et le gang Dillinger
Carroll rejoignit le gang de Baby Face Nelson à la fin de 1933 et participa à son premier braquage avec le gang le 23 octobre 1933, lorsqu'avec Nelson, Homer Van Meter, John Paul Chase et Charles Fisher, il braqua une banque à Brainerd, dans le Minnesota, dérobant 32 000 $. Le 11 novembre, il est repéré et poursuivi par deux inspecteurs de Minneapolis, mais réussit à s'enfuir. Carroll se rend peu après à San Antonio, au Texas, pour acheter des armes à l'armurier Hyman Lehman au nom de Nelson et des autres. Mais Carroll est contraint de revenir lorsqu'une rencontre fortuite avec la police s'est transformée en fusillade, causant la mort de l'inspecteur H. C. Perrow,.
En février 1934, Carroll fut envoyé par Homer Van Meter à Crown Point, dans l'Indiana, pour remettre un « paiement en espèces » afin d'aider à faire sortir John Dillinger de la prison locale. Carroll n'était pas encore un associé de Dillinger et pouvait facilement traverser la ville sans être remarqué. Le 3 mars, Dillinger s'échappe de Crown Point et se rend à St. Paul où il rencontre Carroll. Trois jours plus tard, il rejoint Carroll, Van Meter, Nelson, John "Red" Hamilton et Eddie Green pour voler 49 500 $ dans une banque de Sioux Falls, dans le Dakota du Sud. Carroll était chargé de surveiller la rue et a capturé à lui seul douze policiers,. Cependant, Nelson a tiré et blessé l'officier à moto Hale Keith avant qu'ils parviennent à se replier à St. Paul,.
Carroll était le chauffeur une semaine plus tard lorsque le gang a réalisé son plus gros gain jusqu'alors : le 13 mars, ils volent 52 344 $ à la First National Bank à Mason City, dans l'Iowa . Dillinger et Hamilton ont tous deux été blessés par balle lors de leur fuite, et le gang s'est alors enfui à St. Paul. Le vol avait tellement attiré l'attention qu'ils ne pouvaient pas risquer de rester longtemps dans la ville et ont décidé de disparaître pendant un moment. Le gang s'est alors rendu au Little Bohemia Lodge d'Emil Wanatka, près de Rhinelander, dans le Wisconsin, un mois plus tard.
Le FBI a poursuivi le gang jusqu'à leur cachette et, dans la nuit du 22 avril, Melvin Purvis a mené un raid contre le lodge. Le raid s'est soldé par un désastre, des agents fédéraux tuant un civil, Eugène Boisoneau, 35 ans, du camp Mercer (Civilian Conservation Corps). Des agents fédéraux ont également blessé John Hoffman, 28 ans, pompiste et John Morris, 59 ans, cuisinier du camp Mercer. Baby Face Nelson a ensuite tué l'agent Carter Baum et blessé l'agent Jay Neuman et l'agent local Carl Christensen chez Alvin Koerner, au sud de Little Bohemia. Tous les hors-la-loi se sont facilement échappés.
Carroll s'était enfui à travers les bois et s'était retrouvé dans une communauté voisine de la Crossroads Church. Il a ensuite volé une voiture et a emprunté un chemin forestier à 19 km au nord du Lodge. Lorsque la route s'est révélée être une impasse, il a quitté la voiture et s'est enfui à pied pendant que des agents fédéraux arrêtaient les femmes trouvées au Lodge avec la bande. L'épouse de Carroll, Jean Delaney Carroll (ou Crompton), belle-sœur d' Alvin Karpis, faisait partie des femmes arrêtées et accusées de recel de malfaiteur. Elle a ensuite été mise en probation au lieu de purger une peine de prison.
Carroll a poursuivi sa cavale avec Dillinger et Van Meter pendant près d'un mois et s'est finalement caché dans une cabane aux abords de East Chicago, dans l'Indiana. Le 19 mai, lui et le reste du gang sont inculpés par un grand jury fédéral à Madison, dans le Wisconsin, et accusés de recel de malfaiteur, pour s'être mutuellement hébergés durant leur fuite. Plus tard ce mois-là, alors que le gang se séparait, Carroll retrouva sa femme, qui avait violé sa probation pour le rejoindre.

### Mort
Carroll et sa compagne, Jean Delaney, ont réussi à échapper aux autorités pendant quelques semaines seulement après avoir quitté Dillinger. Le mercredi 6 juin 1934, ils s'enregistrèrent au camp touristique Evening Star, à environ 8 km au sud de Cedar Rapids, dans l'Iowa . Le lendemain matin, ils se rendirent à Waterloo avec l'intention de faire ajuster les lunettes de Delaney. Ils ont pris le petit-déjeuner, puis Delaney a acheté une robe marron, qu'elle a enfilée et portée hors du magasin. Les deux sont ensuite allés chercher les lunettes de Delaney. Delaney a déclaré plus tard à la police qu'elle avait récemment teint ses cheveux en noir. Elle a déclaré qu'elle ne l'avait pas fait dans le but de cacher son identité, mais parce qu'elle en avait assez des cheveux blonds et qu'ils l'avaient appelée « Mae West » en prison à Madison. Ils se sont arrêtés pour faire le plein dans une station-service, puis se sont dirigés vers une brasserie peu après le déjeuner. Le préposé de la gare avait remarqué une collection de plaques d'immatriculation extérieures à l'État sur la banquette arrière de la nouvelle berline Hudson de Carroll, et avait appelé la police locale après leur départ. Le préposé a donné à la police la marque de la voiture et le numéro de plaque d'immatriculation.
Les détectives Emil Steffen et P. E. Walker ont alors recherché le véhicule suspect sans succès, et étaient retournés au poste lorsque, tout à coup, la voiture a été repérée de l'autre côté de la rue. Carroll avait garé négligemment la voiture en face du garage de la police de Waterloo. Steffen et Walker virent un homme et une femme sortir de la brasserie et se diriger vers l'Hudson. Les détectives se sont approchés. Delaney est monté dans la voiture. Walker a dit à Carroll : « Vous êtes en état d'arrestation. » « Non, je ne le suis pas » ("The hell I am"), répondit Carroll. Carroll attrapa son arme, mais la laissa tomber sous la voiture après que Walker lui eut donné un coup du gauche à la mâchoire, le déséquilibrant. Carroll a ensuite couru dans une ruelle voisine. Steffen et Walker ont ouvert le feu, tirant à cinq reprises, touchant Carroll quatre fois. Trois balles se sont logés dans sa poitrine et une a transpercé sa quatrième vertèbre lombaire. En route vers l'hôpital, Carroll a avoué son identité aux détectives. Steffen a tenté d'obtenir de plus amples informations, mais Carroll a déclaré qu'il n'avait aucune déclaration à faire, ni mot à envoyer à qui que ce soit, et que ses parents étaient morts.
Le journaliste Francis Veach, ainsi que le procureur du comté de Black Hawk, John Gwynne, et le procureur adjoint du comté, Burr Towne, ont été admis dans la chambre de Carroll à l'hôpital St. Francis. Les docteurs Paul O'Keefe, Wade Preece et J. R. O'Keefe étaient également au chevet du patient. Veach a demandé à Carroll, qui respirait maintenant difficilement, s'il avait quelque chose à dire. "Je suis touché, mon pote. C'est tout. Je suis touché." Veach a également demandé à Carroll s'il voulait un prêtre. Le remerciant, Carroll a déclaré que le prêtre était déjà passé dans sa chambre.
Veach a quitté l'hôpital et s'est rendu à la prison du comté pour interviewer Jean Delaney. Il lui a demandé si elle avait un message à transmettre à Carroll. « Dites-lui que j'ai dit de ne pas mourir et qu'ils vont me laisser le voir à l'hôpital. Dites-lui que je l'aime. Il a toujours été bon et gentil avec moi, et les choses qu'ils disent de lui ne sont pas vraies. Nous nous sommes juste arrêtés à Waterloo pour faire monter mes lunettes. » Veach lui a dit qu'il transmettrait le message. À son retour à l'hôpital, il apprit que Carroll était décédé juste avant son arrivée, vers 18 heures. Il retourna à la prison et dit à Delaney que son message avait été transmis, « pensant que cela pourrait atténuer quelque peu le coup ». Deux jours après la mort de Carroll, Delaney a été condamnée à un an et un jour pour avoir violé sa libération conditionnelle et a ensuite fait une fausse couche de leur enfant. Carroll a eu des funérailles catholiques à l'église de l'Assomption à Saint-Paul et a été enterré au cimetière d'Oakland, Saint-Paul, lot 279, bloc 71. La pierre tombale de Carroll a disparu depuis longtemps,,.

## Dans les médias
Tommy Carroll est joué par l'acteur Spencer Garrett dans le film Public Enemies de 2009. Dans le film, il est montré touché à l'arrière de la tête lors d'un vol de banque désastreux à Sioux Falls, dans le Dakota du Sud, puis torturé par des agents du Bureau of Investigation qui tentent d'obtenir des informations sur la cachette du gang. En réalité, Carroll a été tué par la police à Waterloo, Iowa, de plusieurs blessures à la poitrine et à la colonne vertébrale.